# Rdeča mušnica
Rdeča mušnica (znanstveno ime Amanita muscaria) je gliva iz rodu mušnic (Amanita).

## Značilnosti
Na začetku razvoja je rdeča mušnica podobna beli hrapavi kepi s širšim dniščem, ki se pri nadaljnji rasti razpne in površinsko razpoka v piramidaste krpice. Klobuk ima premer med 8 in 20 cm, na začetku je polkrožen, nato zravnan in proti koncu z navzgor zavihanimi robovi. Površina je rdeča in gladka z belimi pikami, ki jih dež pogosto odplakne.
Bet je beli, valjasti in proti dnišču širši, visok je 10–25 cm in ima premer 1–3 cm. Rahlo gomoljasto dnišče obdaja razcefrani ostanek ovojnice.
Trosovnica je bela ali rahlo rumenkasta, lističi pa so široki in gosti, v katerih se nahaja beli trosni prah. Lističi niso zraščeni z betom. Meso je belo, pod površino klobuka je rumeno in je brez posebnega okusa in vonja.

## Razširjenost
Rdeča mušnica je razširjena v zmernem in hladnem toplotnem pasu na severni polobli. Raste v iglastih in listnatih gozdovih, od julija do novembra. Uspeva predvsem pod smrekami in brezami na kislih tleh.
Posamezna ljudstva v Severni Evropi, Severni Ameriki in Sibiriji jo uživajo pripravljeno na poseben način, zaradi katerega naj ne bi vsebovale več učinkovin, ki povzročajo znake zastrupitve z omamo in halucinacijami. Pri ljudstvih v Sibiriji ima tudi religiozni pomen.

## Zastrupitev in zdravljenje
Glavna toksina v rdeči mušnici sta muscimol in ibotenska kislina, glede na slednji toksin pa poimenujemo zastrupitev z rdečo mušnico tudi ibotenski sindrom. Predvidevano je, da deluje na receptorje glutaminske kisline.
Prvi simptomi se pojavijo po kratki latentni dobi, ki traja 0,5-3 ure, sprva kot alkoholni opoj, sledi zmedenost, motnje v govoru in vidu, motena usklajenost gibov (ataksija), izčrpanost ter psihične spremembe kot so depresija ali pa evforija, blodnje pri zaznavi prostora in časa halucinacije z vznemirjenjem in depersonalizacijo. Rdeča mušnica vsebuje le neznatne količine toksina muskarin, ki bistveno ne vpliva na organizem, ter neznane učinkovine z muskarinu podobnimi učinki, ki povzročajo bolečine v trebuhu, diarejo, slabost, znojenje in slinjenje.
Običajno zastrupitev izzveni spontano brez uporabe zdravil, pri hujši zastrupitvi pa je potrebno izpiranje želodca ter dajanje aktivnega oglja in odvajala. Uporaba protistrupov fizostigmina in atropina je vprašljiva oziroma stanje le poslabša.
Skozi zgodovino so mnoga ljudstva uporabljala rdeče mušnice za šamanske obrede prav zaradi njene strupenosti, ki osebo spravi v stanje delirija.